# Savoyai Lajos ciprusi király
Savoyai Lajos (Genf, 1436. június 5. – Thonon-les-Bains, Savoyai Hercegség (ma Franciaország), 1482. július 16.), franciául: Louis de Savoie, olaszul: Luigi di Savoia, görögül: Λουδοβίκος της Σαβοΐας, örményül: Լյուդովիկոս Ա, latinul: Ludovicus Sabaudiensis, iure uxoris ciprusi király, címzetes jeruzsálemi és örmény király a felesége, I. Sarolta ciprusi királynő jogán, savoyai herceg, Genf grófja. A Savoyai-ház tagja. Anyja révén I. Janus ciprusi király és apja révén V. Félix (ellen)pápa unokája, valamint XI. Lajos francia király kétszeres sógora.

## Élete
I. Lajos savoyai herceg és Lusignan Anna ciprusi királyi hercegnő 19 gyermeke közül Lajos volt a második és egyben a másodszülött fiú. Apai nagyapja VIII. Amadé savoyai herceg volt, Savoya első hercegi rangú uralkodója. Első felesége Stuart Annabella skót királyi hercegnő, I. Jakab skót király legkisebb lánya volt, aki a francia udvarban nevelkedett nővérei társaságában. A testvérek közül a legidősebb, Stuart Margit a francia trónörökösnek, a későbbi XI. Lajos francia királynak volt az első felesége, míg egy másik nővére, Eleonóra Habsburg Zsigmond tiroli grófhoz ment feleségül. 1444. december 14-én kötötték meg a házassági szerződést Lajos és Annabella között, és Lajos ezzel a francia dauphin sógorává vált. A következő évben, 1445. augusztus 16-án azonban meghalt Stuart Margit francia trónörökösnő. A savoyai–skót házasságot végül 1447. december 17-én megkötötték ugyan, de a frigy előbb a pár kiskorúsága, majd a leendő francia királlyal kötött újabb szoros családi kapcsolatok miatt sohasem teljesedett be. Annabella is csak 1455. március 3-án érkezett meg a savoyai udvarba. Végül politikai okokból 1458-ban semmissé nyilvánították a házasságukat.
Lajos francia dauphin második házasságát már Savoyai Lajos egyik húgával, az akkor 10 éves Sarolta (Karola) hercegnővel kötötte 1451. március 9-én az apjának, a VII. Károly francia királynak a beleegyezése nélkül a Savoyai Hercegség fővárosában, Chambéryben, így Lajos savoyai herceg újra sógorságba került a leendő francia királlyal. A francia rokonságnak is, meg annak is köszönhetően, hogy anyja ciprusi hercegnő volt, felmerült a házasságkötés lehetősége az 1457-ben Portugáliai János coimbrai herceg halálával megözvegyült ciprusi trónörökösnővel, Saroltával.
II. Piusz pápa a feljegyzéseiben ezt így foglalja össze: „Közben Karlotta, anyja és a főurak rábeszélésére, eljegyezte magát Lajossal, a szavójai herceg fiával, megüzente neki, hogy amilyen gyorsan csak tud, siessen hozzá. [...] Közben meghalt a királyné s kevéssel utóbb a király is, [...] Az országon teljes zűrzavar lett úrrá. Az egymást érő üzenetek hatására Lajos Velencében hajóhadat szerelt föl, Ciprusra hajózott, ahol a nép hatalmas örömrivalgása és ujjongása közepette királlyá kiáltották ki.” Azonban ennek a beszámolónak éppen az ellenkezője az igaz. Sarolta görög származása miatt rendkívül népszerű volt az országban. Akadálytalanul foglalta el a trónt, és az ország előkelőinek és a legmagasabb egyházi méltóságainak közreműködésével koronázták királlyá az ország fővárosában Nicosiában 1458. október 15-én. Éppen a nyugati házasságával élezte ki az országban lappangó belső feszültségeket. II. János ciprusi király halála után a házassági tárgyalások oda vezettek, hogy létrejött az egyezség Sarolta és unokatestvére, Savoyai Lajos eljegyzéséről 1458. október 10-én. Lajos első feleségét, Annabellát pedig könnyedén félreállították. A házassági szerződés kikötötte többek között, hogy abban az estben, ha Sarolta utódok hátrahagyása nélkül halna meg, a korona a férjére és a Savoyai-házra száll. Lajos Nicosiába nagy számú savoyai kísérettel ment el, ahol 1459. október 4-én feleségül vette I. Sarolta ciprusi királynőt. 1459. október 7-én pedig Ciprus, Jeruzsálem és Örményország királyává koronázták. A szertartást csak egy káplán végezte, amely jelezte az elégedetlenséget Sarolta királynő nyugati házasságával szemben. Sarolta és Lajos, akiknek nem sikerült Kairóval elismertetni magukat, hiszen ekkoriban az egyiptomi szultán volt Ciprus legfőbb hűbérura, csak a ciprusiak kisebbségére, Genova, Savoya és a pápa jelentéktelen támogatására számíthattak.
Ínál egyiptomi szultán ekkor a következő levelet küldte Lajosnak: „»Avégett jöttél ide a Nyugat földjéről, hogy megtámadj Keleten egy idegen országot, és megfossz egy fiút atyai örökségétől. Hiú elképzelés ez! Ciprus az én adófizetőm, s az én jogom a király személye felől dönteni. Ha mihamarabb el nem takarodsz, egyiptomi kard végez majd veled! Ha aggódol feleségedért, megengedem, hogy magaddal vidd –, csak távozz, mert másodszor nem figyelmeztetlek!« A levél országszerte nyugtalanságot keltett. Mindenkin nagy csüggedtség lett úrrá, mert sem a szultán parancsával szembeszegülni, sem megszégyenülés nélkül annak engedelmeskedni nem lehetett. Mivel pedig egyéb megoldást nem találtak, úgy döntöttek, követeket küldenek a szultánhoz, hogy megpróbálják jobb indulatra hangolni. Ezzel egy időben a rhodusiak is útnak indítottak néhány főpapot, akik Kairónál találkoztak a szultánnal, s alázatos szavakkal megpróbálták védelmükbe venni Lajos ügyét. Nem azért jött ő Ciprusra – mondották –, hogy a szultán jogait csorbítsa. Jánosnak, Ciprus királyának csak egy törvényes gyermeke van, Karlotta, s a keresztény törvények szerint őt is tette meg örökösévé. Jakabot, aki ágyasától született, nem illeti meg az uralom; viszont hitves helyett a férj elnyerhette a korona jogait. Ne forgassa föl hát a szultán a hagyományos rendet, és ne tagadja meg a keresztényektől azokat a jogokat, amelyeket ők egymás között érvényesnek tartanak. Lajos mindenkor a barátja lesz, az adót mindig megfizeti a kellő időben, és még Jakabnak is juttat évi tízezer aranyat élete végéig. A kérdést hosszasan vitatták a szultáni tanácsban. Már meg is állapodtak abban, hogy elfogadják Lajos kérését harmincezer arany ráadás fejében (a szultán ugyanis ennyit követelt költségei címén), s Lajos nem is vonakodott ezt megfizetni, csak hogy békén hagyják.” A szomszédos nagyhatalom ura, a török szultán azonban Jakab ügyét karolta fel, és a fattyú fivér hatalomra segítését szorgalmazta. Ezzel eldőlt, hogy Cipruson trónváltozásra van szükség.

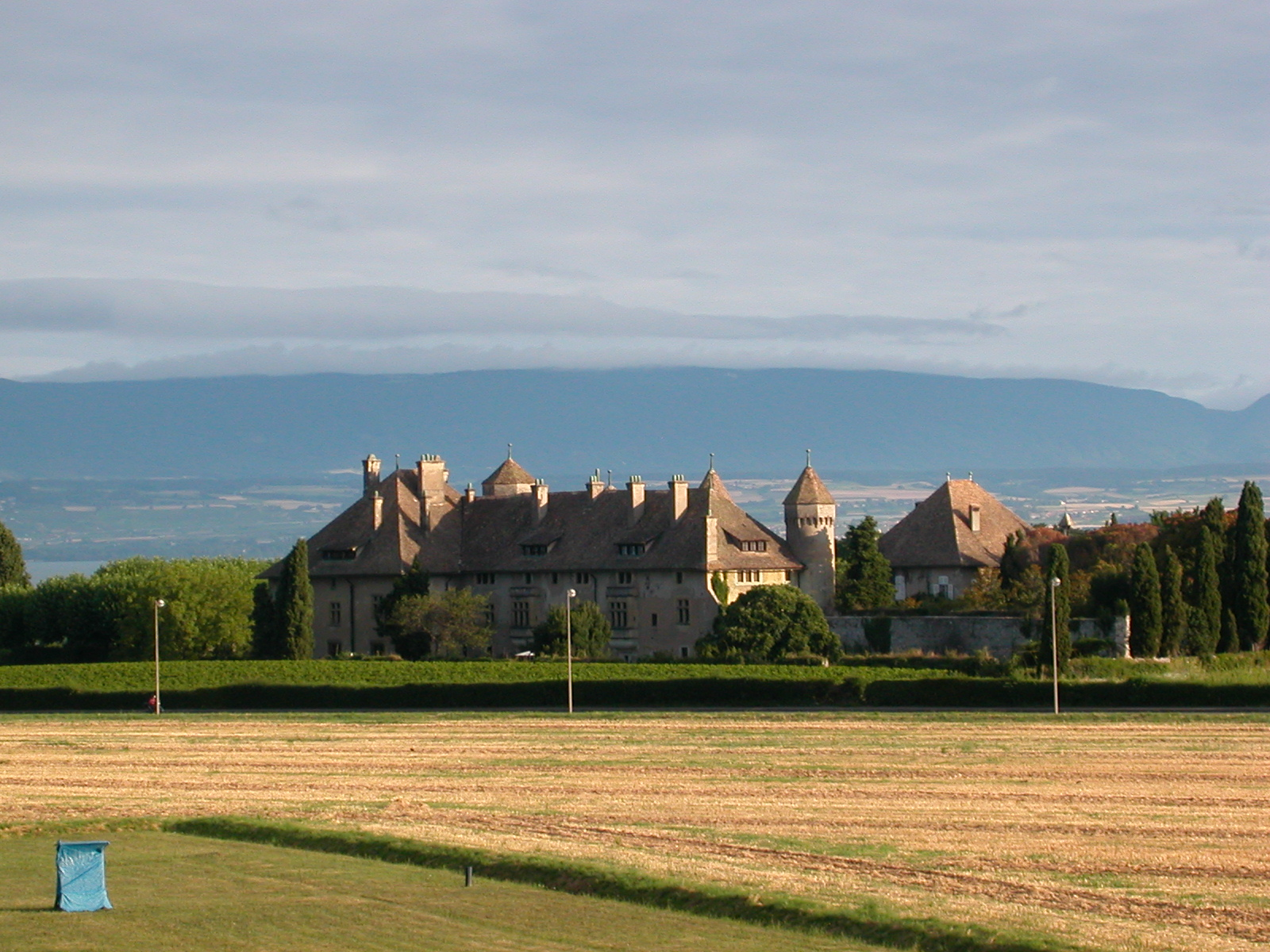
A Ripaille-kastély Thonon-les-Bains-ben

Sarolta és Lajos 1461-ben elhagyták a szigetet, ahova többé nem tértek vissza. Lajos ideje nagy részét szülőhazájában, Savoyában töltötte, míg felesége a világot járta napkelettől napnyugatig, és segítséget próbált szerezni a visszatéréshez. 1464-ben is különváltan éltek, mikor Sarolta Rodoszról 1464. szeptember 3-ai levelében értesítette férjét a nemrég született fiuk haláláról, akit Hugónak vagy Henriknek kereszteltek. Több gyermekük nem született.
1482. július 16-án visszavonulva Ripaille apátságában halt meg. Felesége ekkor sem volt mellette.

## Gyermeke
- Első feleségétől, Stuart Annabella (1436–1471 után) skót királyi hercegnőtől, nem születtek gyermekei[18]
- Második feleségétől, I. Sarolta (1442–1487) ciprusi királynőtől, 1 fiú:
  - Hugó (Henrik) (1464 – 1464. július 4. előtt) ciprusi királyi herceg

## Családfa
| VIII. Amadeusz savoyai herceg (V. Félix ellenpápa) * 1383. IX. 4. † 1451. I. 4. | VIII. Amadeusz savoyai herceg (V. Félix ellenpápa) * 1383. IX. 4. † 1451. I. 4. |                                                        |                                                        | Burgundi Mária * 1386 † 1422. X. 2. | Burgundi Mária * 1386 † 1422. X. 2. |  |  | I. Janus ciprusi király * 1374/5 † 1332. VI. 28. | I. Janus ciprusi király * 1374/5 † 1332. VI. 28. |                                               |                                               | Bourbon Sarolta * 1388 † 1422. I. 15. | Bourbon Sarolta * 1388 † 1422. I. 15. |
|                                                                                 |                                                                                 |                                                        |                                                        |                                     |                                     |  |  |                                                  |                                                  |                                               |                                               |                                       |                                       |
|                                                                                 |                                                                                 |                                                        |                                                        |                                     |                                     |  |  |                                                  |                                                  |                                               |                                               |                                       |                                       |
|                                                                                 |                                                                                 | I. Lajos savoyai herceg * 1414. II. 21. † 1465. I. 29. | I. Lajos savoyai herceg * 1414. II. 21. † 1465. I. 29. |                                     |                                     |  |  |                                                  |                                                  | Lusignan Anna * 1419. IX. 24. † 1462. XI. 11. | Lusignan Anna * 1419. IX. 24. † 1462. XI. 11. |                                       |                                       |
|                                                                                 |                                                                                 |                                                        |                                                        |                                     |                                     |  |  |                                                  |                                                  |                                               |                                               |                                       |                                       |
|                                                                                 |                                                                                 |                                                        |                                                        |                                     |                                     |  |  |                                                  |                                                  |                                               |                                               |                                       |                                       |
|                                                                                 |                                                                                 |                                                        |                                                        |                                     |                                     |  |  |                                                  |                                                  |                                               |                                               |                                       |                                       |

|  |  | 1 Stuart Annabella skót királyi hercegnő * 1436 † 1509 OO 1455 válás: 1458 | 1 Stuart Annabella skót királyi hercegnő * 1436 † 1509 OO 1455 válás: 1458 | I. Lajos * 1436. VI. 5. † 1482. VII. 16.   | I. Lajos * 1436. VI. 5. † 1482. VII. 16. | 2 I. Sarolta ciprusi királynő * 1442. XII. † 1487. VII. 16. OO 1459. X. 4. | 2 I. Sarolta ciprusi királynő * 1442. XII. † 1487. VII. 16. OO 1459. X. 4. |  |  |
|  |  |                                                                            |                                                                            |                                            |                                          |                                                                            |                                                                            |  |  |
|  |  |                                                                            |                                                                            |                                            | 2                                        |                                                                            |                                                                            |  |  |
|  |  |                                                                            |                                                                            | Hugó (Henrik) * 1464 † 1464. VII. 4. előtt |                                          |                                                                            |                                                                            |  |  |